# Grenay (Paso de Calais)
 Grenay  es una población y comuna francesa, situada en la región de Norte-Paso de Calais, departamento de Paso de Calais, en el distrito de Lens y cantón de Liévin-Nord.

## Demografía
| 8730 | 8063 | 6902 | 5875 | 6213 | 6395 |
| Para los censos de 1962 a 1999 la población legal corresponde a la población sin duplicidades (Fuente: INSEE [Consultar]) |      |      |      |      |      |